# ノースイースタン大学
ノースイースタン大学（英語: Northeastern University）は、アメリカ合衆国マサチューセッツ州ボストン市に本部を置くアメリカ合衆国の私立大学。1898年創立、1916年大学設置。大学の略称はNU（エン・ユー）。
本部はボストンのフェンウェイ・ケンモア地区で、ボストン美術館やシンフォニーホールのすぐ近くに置く。学部生は16,000人、大学院生は8,000人ほど。
コーオプ教育プログラムは1909年に設置されて、全国最古に並ぶ。2012-2013年では、コーオプ教育プログラムの参加者は7,968人。
Northeasternは65学科の学士課程を提供している。大学院レベルでは、125以上のプログラムがある。ダイナミックで、起業家的な教育との評判を受けており、多くの在学生、卒業生が起業している。2009年に設立されたIDEAは、Northeastern Universityの学生主導のVenture Acceleratorであり、ノースイースタンの学生、教職員、同窓生などの起業家に、コアコンセプトから立ち上げるビジネスの開発に必要なサポートと教育経験を提供している
2014年に、College ProwlerはNortheasternのクラス、教授、および全体的な学術環境の質について「A +」との評価を授与した。
コーオプ教育プログラムでは、半年間から1年半のインターンシップを有名企業で体験することができ、その経験を活かし、就職をする者が多い。ノースイースタン大学は、毎年5,500人以上の学生を2,000以上の企業でインターンシップを配置させており、連携したほとんどの企業がGoogle、MTV、UBSなどのFortune500企業である。コーオプ教育でのインターンシップを経験したノースイースタン大学の学生はボストンキャリアフォーラムで他の大学よりも就活に有利とされており、近年の日本人卒業生は、外資系金融機関や商社などで内定を獲得している。
アメリカ国内の大学ランキングの指標となるUS NewsのBest College Rankingsでの順位の上昇には目を見張るものがあり、アメリカ内で最も早く成長している大学の内の１つである。2016年にはNational University Rankingで39位を記録しており、ボストン内ではハーバード、MIT、Boston Collegeに続き、Boston Universityと共に4位にランクされている。このように、数多くの大学が集まっているボストンの中でも屈指の名門大学であり、入学難易度は年々上昇している。特に、近年の入学者の成績はアイビーリーグの一校であるブラウン大学と肩を並べる程であり、ボストン内ではハーバード、MITの次に入学するのが難しい大学である。2017年に出願者が前年の2016年から１万人も増え、一気に６万人に到達。2024年にはさらに出願者が増え98,373人の出願者が出た。2024年の合格率は5.2%と合格率は年々下がっており、100人の応募者のうち合格できるのは5人だけであった。まだまだ伸びしろのある名門校である。
経営学、エンジニアリング、コンピューターサイエンス、犯罪心理学、看護学、薬学などの専攻が有名である。
MITと共にNASAから宇宙ロボットの開発を依頼され研究しているように近年では研究分野でも数多くの成功を収めている。
日本の大学との関わりにおいては、明治大学政治経済学部との間でダブルディグリー・プログラム協定を締結しており、約4年2ヶ月で両校の学士を取得できる。

## 日本の大学提携校一覧
- 東京大学
- 早稲田大学
- 京都大学
- 上智大学
- 明治大学
- 立教大学